# Ølsted Strandhuse
Ølsted Strandhuse es un barrio o área urbana (en danés, byområder) de la parroquia civil de Ølsted, en el municipio de Halsnæs, región Capital (Dinamarca). Tiene una población estimada, a inicios de 2022, de 201 habitantes.
Está ubicada en el extremo norte de la isla de Selandia, limitando al norte con el Kattegat (mar Báltico) y al oeste con el fiordo de Roskilde.